# René Delacroix
René Joseph Marie Delacroix (* 27. August 1900 in Paris; † 11. Juni 1976 in Draveil) war ein französischer Filmregisseur.
Delacroix arbeitete zunächst als Distributor und Regieassistent für die Studios Gaumont und Étoile Films. Anfang der 1930er Jahre ging er zu Abbé Aloysius Vachets FiatFilm, um eigene Filme zu drehen. Sein erster Spielfilm, Adieu les copains, entstand 1934. Er drehte ein halbes Dutzend weiterer Filme, die kaum Beachtung fanden; erfolgreich wurde erst der Film Notre-Dame de la Mouise, der 1939 entstand. Als die kanadische Renaissance Films Distribution 1944 Personal in Frankreich suchte, wechselten er, Abbé Vachet und andere Mitarbeiter von FiatFilm dorthin.
1947 gründete Delacroix in Frankreich die Union catholique du cinéma. Mit Le gros Bill drehte er 1949 einen der ersten Spielfilme in Québec. Drei Monate später produzierte er in Frankreich Docteur Louise (1951), einen Film, der sich im Sinne der katholischen Kirche gegen die Abtreibung wandte. Sein nächster Film, Le rossignol et les cloches (mit dem Sänger Gérard Barbeau) war ein Misserfolg und wurde von der Kritik verrissen.
Gratien Gélinas beauftragte ihn 1952 mit der Verfilmung seines Stücks Tit-Coq. Der Film wurde einer der größten Erfolge dieser Zeit in Kanada. 1953 drehte er das Melodram Cœur de maman. Danach kehrte er nach Frankreich zurück, wo er sich der Leitung der Union catholique du cinéma widmete. 1959 entstand als sein letzter Film Le tombeur.